# Gigel Știrbu
Gigel-Sorinel Știrbu (ur. 2 sierpnia 1955) – rumuński polityk i duchowny prawosławny, deputowany, w latach 2013–2014 minister kultury.

## Życiorys
W 1998 ukończył studia na wydziale teologii prawosławnej Uniwersytetu w Krajowie. Kształcił się później m.in. w Institutul Național de Administrație, w 2006 uzyskał magisterium z zakresu rumuńskiego i europejskiego prawa socjalnego. Od 1995 był kapłanem prawosławnym w jednej z parafii w gminie Dobrun. W 2001 zaangażował się w działalność polityczną w ramach Partii Narodowo-Liberalnej w okręgu Aluta. W latach 2005–2007 pełnił funkcję zastępcy prefekta tego okręgu, następnie do 2008 był sekretarzem stanu w ministerstwie kultury i spraw wyznaniowych.
W 2008 po raz pierwszy uzyskał mandat posła do Izby Deputowanych. W 2012, 2016, 2020 i 2024 wybierany do niższej izby rumuńskiego parlamentu na kolejne kadencje.
W 2013 został wiceprzewodniczącym PNL. Od tegoż roku do 2014 sprawował urząd ministra kultury w drugim rządzie Victora Ponty.